# 心印经
《高上玉皇心印妙经》，也称《无上玉皇心印妙经》，简称《玉皇心印经》或《心印经》，出於道教道藏洞真部本文類，此經之撰寫年代，當在南宋前，應是撰於唐末五代至北宋末。
宋元以來，此經廣爲流行，全真道將其列入內修經典，亦是道士每日功課必誦經典，是修道之徑路，屬命功修煉法。

## 題解
舊時道教弟子受籙時，與神將誓盟，有一種相契之花押，名為心印，作為印證之用。
禪宗亦有此語，禪之本意，不立文字，不依言語，直以心為印。本經則藉以指明玉帝「以心印道，以道印心」的修真養性之理，要人內攝精氣神，外矚斗日月，靈明變化皆在其中。《玉皇心印妙經》注：「此玉帝傳心，聖聖相承，以心印心，明悟了證，皆宗此旨，三教莫違，故云心印」 。

## 內容
全文四字一句，共二百字，文辞优美，可做四言诗阅读。该经讲述内丹的修炼理论及方法。强调以精、气、神三品“上药”修炼内丹。
全經約可分為三段。首段敘述：精氣神的重要與修煉成效；次段論述呼吸吐納方式及修煉次第；末段論述精氣神三者之關係及靈丹妙用。 

## 注解
- （宋）李簡易《無上玉皇心印經》（收於《藏外道書》）
- （明）周玄貞《玉皇心印妙經註》（附於《續道藏》高上玉皇本行經集註，末後）
- （明）陸西星《無上玉皇心印經測疏》（收於《藏外道書》）
- （明）玄帝君《玉皇心印經御注》
- （清）抱真子《高上玉皇心印經》（收於《道藏輯要》）
- （清）八洞祖師《玉皇心印經八祖合注》（收於《道藏輯要》）
- （清）終南八祖《終南八祖說心印妙經解》（收於《道藏輯要》）
- （清）子虛道人《心印經》
- （清）醒夢道人覺真子《玉皇心印妙經真解》
- 汪伯英《心印妙經通俗注解》，1939年，《仙道月报》
- 闵智亭《高上玉皇心印妙經注解》，1994年，《中國道教》
- 蕭登福 《玉皇心印妙經》今註今譯，2001年，行天宮文教基金會（收於《玉皇經今註今譯》）

## 相關著作
《玉皇十七慈光燈儀》為道教用於祈福求願的燈儀。行道者依次在玉皇天尊神座前點燃寶燈，供奉十七慈光，禮拜讚頌，念誦《高上玉皇心印經》，並啟告發願，祈求玉皇天尊賜福，「有求斯應，無願不從」。

## 外部連結
- 無上玉皇心印經 （页面存档备份，存于）
- 玉皇十七慈光燈儀
- 《玉皇心印經》中所見的內丹修煉方式 （页面存档备份，存于） 蕭登福